# Rhodesische pond
Het Rhodesische pond was de munteenheid van Zuid-Rhodesië in 1964–1965 en de munteenheid van Rhodesië in 1965–1970. Het werd verdeeld in 20 shilling. Het Rhodesische pond was tegen een vaste koers gekoppeld aan het Britse pond en later aan de Amerikaanse dollar tegen 1 Rhodesische pond = 2,8 Amerikaanse dollar.

## Geschiedenis
Het Rhodesische pond werd geïntroduceerd bij de ontbinding van de Federatie van Rhodesië en Nyasaland, toen Zuid-Rhodesië zijn naam veranderde in simpelweg Rhodesië. Het Rhodesische pond verving het Rhodesische en Njassama-pond.